# Tylencholaimus teres
Tylencholaimus teres är en rundmaskart. Tylencholaimus teres ingår i släktet Tylencholaimus och familjen Dorylaimidae. Inga underarter finns listade i Catalogue of Life.